# Americano rosso
Americano rosso (traduction littéraire : Américain rouge) est un film italien, une comédie dramatique d'Alessandro D'Alatri sortie en 1991.
Le film marque les débuts à la réalisation de Alessandro D'Alatri, qui pour ce film a remporté le David di Donatello du meilleur réalisateur débutant. Le film a également remporté le Globe d'or, la Grolla d'oro et le Ciak d'oro pour la photographie d' Alessio Gelsini Torresi.

## Synopsis
Été 1934, veille du 15 d'août. Vittorio vient d'être licencié de l'agence matrimoniale de son oncle Oscar qui a découvert que sa femme le trahit avec son neveu. Pour garder son emploi, Vittorio fait chanter son oncle, menaçant de révéler son passé louche lorsqu'il a émigré en Amérique. Mais il n'y a rien à faire, le licenciement est définitif. Vittorio, cependant, ne s'en préoccupe pas beaucoup parce qu'étant un fasciste de première heure, il pense qu'il peut facilement trouver un emploi, peut-être dans le cinéma étant donné sa ressemblance avec Clark Gable, comme le disent ses amis.
Vittorio rencontre George Maniago, un Italo-Américain qui frappe à l'agence de mariage, maintenant fermée pour les vacances d'été. Riche, George veut trouver une épouse : belle, mais surtout vierge. Vittorio lui propose de l'aider.

## Notice technique
- Titre :  Americano rosso
- Réalisation : Alessandro D'Alatri
- Scénario : Enzo Monteleone, d'après le roman de Gino Pugnetti
- Producteur : Sandro Parenzo pour Videa et Rai Radiotelevisione Italiana
- Distribution : (Italie) Warner Bros. Pictures
- Photographie : Alessio Gelsini Torresi
- Montage : Cecilia Zanuso
- Musique : Gabriele Ducros
- Décors : Maurizio Marchitelli
- Durée : 102 min
- Genre : comédie
- Langue : italien
- Pays :  Italie
- Année de sortie : 1991

## Distribution
- Burt Young : George Maniago
- Fabrizio Bentivoglio : Vittorio Benvegnù
- Valeria Milillo : Antonietta
- Massimo Ghini : questeur Santesso
- Sabrina Ferilli : Zaira
- Tullia Alborghetti : Elvira
- Béatrice Palme : Adey
- Pino Ammendola : cavalier Gervasutti
- Eros Pagni : Oscar Benvegnù
- Miranda Martino : Nella Dalpoz